# God of War: Blood & Metal
God of War: Blood & Metal è un EP pubblicato dalla Roadrunner Records il 2 marzo 2010.

## Descrizione
Contiene sei brani inediti ispirati alla serie di videogame God of War di artisti sotto contratto con l'etichetta, come Trivium, Dream Theater e Opeth. L'EP è stato reso scaricabile a pagamento dal sito dell'etichetta discografica a partire dal 2 marzo 2010, mentre il download attraverso la PlayStation Network è stato incluso come omaggio nell'edizione Trilogy Edition del videogioco God of War III.

## Tracce
1. Killswitch Engage – My Obsession – 3:44
2. Trivium – Shattering the Skies Above – 4:42
3. Dream Theater – Raw Dog – 7:34
4. Taking Dawn – This Is Madness – 4:16
5. Opeth – The Throat of Winter – 5:46
6. Mutiny Within – The End – 3:18